# Província d'Ambo
Ambo és una província del centre-nord del Perú situada en el sud del Departament de Huánuco, sota l'administració del Govern regional de Huánuco. Limita pel nord amb la província de Huánuco; per l'est amb la província de Pachitea; pel sud amb el departament de Pasco; i, per l'oest amb la província de Lauricocha.
Des del punt de vista jeràrquic de l'Església Catòlica forma part de la Diòcesi de Huánuco, sufragánea de la Arquidiócesis de Huancayo.

## Història
La Província d'Ambo va ser creada durant el govern del President Guillermo Billinghurst Angulo, mitjançant Llei N° 1598 del 16 de novembre de 1912, commemorant del primer Centenari de la Revolució Emancipadora de Huánuco i l'Hecatombe de Ayancocha. La província va estar formada inicialment pels districtes de Ambo, Huácar, Sant Rafael i Cayna i la capital del qual seria la Vila d'Ambo elevant-se així aquesta vila a ciutat.

## Geografia
La província té una extensió d'1 581,00 quilòmetres quadrats.

## Divisió administrativa
Es divideix en vuit districtes:
1. Ambo
2. Cayna
3. Colpas
4. Conchamarca
5. Huácar
6. San Francisco
7. Sant Rafael
8. Tomay Kichwa

## Població
La província té una població aproximada de 64 000 habitants.

## Capital
La capital de la província és la ciutat d'Ambo (10°08′S 76°12′O)

## Festivitats[2]
- Juliol: Verge del Carmen
- Agost: Santa Rosa de Lima